# Mauryści
Mauryści, mnisi benedyktyńskiej Kongregacji św. Maura we Francji, założonej w 1621, znanej z wysokiego poziomu studiów. Nazwa wzięła się od św. Maura (zm. 584), ucznia św. Benedykta z Nursji, który miał wprowadzić regułę benedyktyńską do Galii.
Szkoła historyczno-krytyczna maurystów wydała wiele prac, które do dziś zachowały wartość naukową. Fundamenty szkoły zostały położone przez Dom Tarisse'a, pierwszego przełożonego generalnego, który w 1632 wydał polecenie przeorom klasztorów kongregacji, by kształcili młodych mnichów, ucząc ich postaw badawczych i metodycznej pracy naukowej. Pionierami działalności szkoły byli Hugo Ménard oraz Luc d'Achery. Do pierwszego pokolenia należeli też Jean Mabillon i Bernard de Montfaucon, którzy żyli w paryskim opactwie Saint-Germain-des-Prés.
Pełna bibliografia maurystów zawiera ok. 220 autorów i ponad 700 prac. Większość z nich dotyczy dziedziny duchowości i patrystyki. Wydane prace są jedynie częścią tego, co zostało przygotowane do druku. Ich publikacje uniemożliwiła rewolucja francuska. Niewydane rękopisy znajdują się we francuskiej Bibliothèque nationale w Paryżu, m.in. materiały dla historyków krucjat w językach Bliskiego Wschodu.
Bieg historii i pracy maurystów został naznaczony kontrowersjami, które zachwiały Kościołem francuskim w XVII i XVIII wieku. Niektórzy z członków kongregacji utożsamili się z jansenizmem; jednak zasadniczy trzon kongregacji, włączając niemal wszystkie wielkie nazwiska, kontynuował drogę środka, opierając się laksystycznej teologii moralnej, potępionej przez papieża Innocentego XI w 1679, a przyjmując teologię łaski i predestynacji kojarzone z augustyńską i tomistyczną szkołą katolickiej teologii; podobnie jak wszystkie fakultety i szkoły na francuskiej ziemi, zobowiązani byli nauczać czterech Artykułów gallikańskich, wymaganych przez Gallikanizm.